# Las Cruces, Durango
Las Cruces är en ort i Mexiko.   Den ligger i kommunen Mezquital och delstaten Durango, i den centrala delen av landet, 700 km nordväst om huvudstaden Mexico City. Las Cruces ligger 1 262 meter över havet och antalet invånare är 192.
Terrängen runt Las Cruces är bergig österut, men västerut är den kuperad. Runt Las Cruces är det mycket glesbefolkat, med 3 invånare per kvadratkilometer. Närmaste större samhälle är Huazamota, 17,2 km söder om Las Cruces. I omgivningarna runt Las Cruces växer huvudsakligen savannskog.